# ロバート・ストック
ロバート・アンソニー・ストック（Robert Anthony Stock、1989年11月21日 - ）は、アメリカ合衆国・ワシントン州ベルビュー出身のプロ野球選手（投手）。MLBのボストン・レッドソックス傘下所属。KBOでの登録名は스탁。

## 経歴

### プロ入り前
ユダヤ系アメリカ人の両親の元に生まれ、カリフォルニア州ロサンゼルス郡で学生時代を過ごした。12歳の時点で球速80mph（128.7km/h）に達する速球を投じる世代有数の選手と目されており、2002年には当時所属していたポニーリーグの世界大会決勝でノーヒッターを達成し、優勝に大きく貢献した。
ロサンゼルス郡アグーラ・ヒルズにあるアグーラ高等学校に進学すると投手と捕手の二刀流としてプレー。投手としては最速95mph（152.9km/h）の直球を投げ、野手としては木製バットで400フィート（121.9m）の飛距離を誇り、守備面でも盗塁阻止率が7割に達する強肩を見せて注目され、米誌ベースボール・アメリカには2003年から2005年にかけて「同年代最高の選手」と評された。2004年と2005年にはジュニアチームの米国代表にも選出されている。また学業面でも優秀な成績を収め、最終的に高校を1年早く卒業した。
2007年のMLBドラフトにおいて複数の球団の1巡目指名候補に挙がっていたが指名されず、飛び級で1年早く南カリフォルニア大学に入学。大学でも同様に投手と捕手の二刀流でプレーした。

### プロ入りとマイナー時代
2009年のMLBドラフト2巡目（全体67位）でセントルイス・カージナルスから捕手として指名され、6月15日に契約を結び入団。傘下ルーキー級ジョンソンシティ・カージナルスに配属された。
傘下マイナーでは3年目の2011年まで捕手一本で出場していたが、4年目の2012年に捕手登録のまま傘下A級クアッドシティーズ・リバーバンディッツで先発2試合を含む38試合に登板。5勝2敗、防御率4.56の成績を残した。2013年からは本格的に投手に転向し、主に救援投手として登板を重ねた。
2014年12月20日にカージナルスからFAとなり、2015年3月9日にヒューストン・アストロズとマイナー契約を結んだが、3月31日に放出された。
2015年5月4日にピッツバーグ・パイレーツとマイナー契約を結んだ。契約後は傘下マイナーチームでプレーし、最高でAA級アルトゥーナ・カーブまで昇格したが、ここでは防御率14.54と打ち込まれた。オフの11月6日にFAとなった。

### 米独立リーグ時代
2016年はカナディアン・アメリカン・リーグに所属するニュージャージー・ジャッカルズと契約。同年はリーグ最多の52試合に登板して1勝2敗5セーブ、防御率3.60の成績を残した。

### レッズ傘下時代
2017年3月21日にシンシナティ・レッズとマイナー契約を結ぶ。同年は主に傘下AA級ペンサコーラ・ブルーワフーズでプレーした。オフにFAとなった。

### パドレス時代
2017年11月27日にサンディエゴ・パドレスとマイナー契約を結び、2018年のスプリングトレーニングには招待選手として参加することとなった。
2018年のシーズン開幕は傘下AA級サンアントニオ・ミッションズで迎え、4月末にAAA級に昇格。そして6月24日にこの日DFAになったタイラー・ウェブに代わってメジャー初昇格を果たし、同日の対サンフランシスコ・ジャイアンツ戦（AT&Tパーク）でメジャー初登板。延長10回表の1イニングを無失点に抑えた。同年は最終的に32試合に登板して1勝1敗、防御率2.50を記録した。
2019年は10試合に登板したが防御率10.13と乱調で、最終的に8月に右肘の張りを訴えそのままシーズン終了となった。

### フィリーズ傘下時代
2019年10月30日にウェイバーでフィラデルフィア・フィリーズに移籍。
2020年新型コロナウイルス感染症の世界的流行の影響でマイナーリーグの全試合が中止されたため試合出場機会がないまま、7月23日にDFAとなった。

### レッドソックス時代
2020年7月27日にウェイバーでボストン・レッドソックスへ移籍。レッドソックスでは10試合に登板して0勝1敗、防御率4.73の成績を残した。

### カブス時代
2020年12月2日にウェイバーでシカゴ・カブスへ移籍し、2021年のスプリングトレーニングに招待選手として参加することとなった。
2021年は6月16日の対ニューヨーク・メッツ（シティ・フィールド）で初登板を果たす。自身メジャー初の先発投手としての登板だったが、ドミニク・スミスに本塁打を浴びるなどして4回5失点で降板し、敗戦投手となった。6月20日にDFAとなった。

### メッツ時代
2021年6月22日にウェイバーでメッツへ移籍。メッツでは2試合に先発登板したがいずれも5回を投げ切れずに降板し、0勝1敗の成績に終わった。7月20日の対シンシナティ・レッズ戦（グレート・アメリカン・ボール・パーク）で1回1失点で降板した後に右ハムストリングを負傷して故障者リスト入りし、そのままシーズン終了となった。オフの10月29日にFAとなった。

### 斗山時代
2022年1月4日、KBOリーグに所属する斗山ベアーズと契約を結んだことが発表された。29試合に先発登板し、9勝10敗、防御率3.60を記録したが、シーズン終了後に斗山から自由契約となった。

### 独立リーグ時代
2023年6月16日にアトランティックリーグのロングアイランド・ダックスと契約を結んだ。7月18日のサザンメリーランド・ブルークラブス戦でノーヒットノーランを達成。この年は16試合に先発登板し、9勝4敗、防御率4.40を記録した。

### メキシカンリーグ時代
2024年2月13日にリーガ・メヒカーナ・デ・ベイスボル（メキシカンリーグ）のドスラレドス・オウルズと契約を結んだ。オフには同じくメキシコのウィンターリーグであるリーガ・メヒカーナ・デル・パシフィコ（LMP）に参加し、ナランヘロス・デ・エルモシージョに所属した。

### レッドソックス復帰
2025年1月14日にレッドソックスとマイナー契約を結び、約5年ぶりに同チームに復帰した。同年のスプリングトレーニングには招待選手として参加する。4月7日にメジャー契約を結んでアクティブ・ロースター入りしたが、同日のトロント・ブルージェイズ戦で2回1失点であったが、翌8日にDFAとなり、4月10日にマイナー契約を受け入れAAA級ウースター・レッドソックスに降格した。6月7日に再びメジャー契約を結びアクティブ・ロースター入りしたが、6月8日のニューヨーク・ヤンキース戦に登板し2⁄3回2失点で降板、翌6月9日にDFAとなった。6月11日にAAA級ウースターに降格した。

## プレースタイル・人物
最速102mph（164.1km/h）を計測したストレート（フォーシーム・ファストボール）と、スライダー・チェンジアップを主に投じる。直球の球速はパドレス在籍中の2018年のスプリングトレーニング中に最速100mphに達し、救援投手として登板していた2019年シーズンは直球の平均球速も98mph（157.7km/h）を記録した。
弟のリチャードも元プロ野球選手（捕手・一塁手）。クリーブランド・インディアンスの傘下マイナーを経て、2016、17、19年には兄と同じ米独立リーグのニュージャージー・ジャッカルズに在籍しており、2016年には兄弟で同チームに在籍していた。

## 詳細情報

### 年度別投手成績
| 年 度    | 球 団    | 登 板 | 先 発 | 完 投 | 完 封 | 無 四 球 | 勝 利 | 敗 戦 | セ 丨 ブ | ホ 丨 ル ド | 勝 率 | 打 者 | 投 球 回 | 被 安 打 | 被 本 塁 打 | 与 四 球 | 敬 遠 | 与 死 球 | 奪 三 振 | 暴 投 | ボ 丨 ク | 失 点 | 自 責 点 | 防 御 率 | W H I P |
| -------- | -------- | ----- | ----- | ----- | ----- | -------- | ----- | ----- | -------- | ----------- | ----- | ----- | -------- | -------- | ----------- | -------- | ----- | -------- | -------- | ----- | -------- | ----- | -------- | -------- | ------- |
| 2018     | SD       | 32    | 0     | 0     | 0     | 0        | 1     | 1     | 0        | 0           | .500  | 166   | 39.2     | 37       | 1           | 13       | 1     | 2        | 38       | 3     | 1        | 13    | 11       | 2.50     | 1.26    |
| 2019     | SD       | 10    | 0     | 0     | 0     | 0        | 1     | 0     | 0        | 0           | 1.000 | 56    | 10.2     | 14       | 2           | 8        | 0     | 1        | 15       | 4     | 0        | 14    | 12       | 10.13    | 2.06    |
| 2020     | BOS      | 10    | 0     | 0     | 0     | 0        | 0     | 1     | 0        | 0           | .000  | 62    | 13.1     | 16       | 0           | 10       | 0     | 0        | 14       | 3     | 0        | 9     | 7        | 4.73     | 1.95    |
| 2021     | CHC      | 1     | 1     | 0     | 0     | 0        | 0     | 1     | 0        | --          | .000  | 22    | 4.0      | 4        | 1           | 6        | 0     | 1        | 3        | 1     | 0        | 5     | 5        | 11.25    | 2.50    |
| 2021     | NYM      | 2     | 2     | 0     | 0     | 0        | 0     | 1     | 0        | --          | .000  | 23    | 5.0      | 6        | 2           | 3        | 0     | 0        | 6        | 0     | 0        | 3     | 3        | 5.40     | 1.80    |
| '21計    | NYM      | 3     | 3     | 0     | 0     | 0        | 0     | 2     | 0        | --          | .000  | 45    | 9.0      | 10       | 3           | 9        | 0     | 1        | 9        | 1     | 0        | 8     | 8        | 8.00     | 2.11    |
| 2022     | 斗山     | 29    | 29    | 0     | 0     | 0        | 9     | 10    | 0        | 0           | .474  | 722   | 165.0    | 162      | 9           | 83       | 0     | 10       | 138      | 12    | 0        | 87    | 66       | 3.60     | 1.48    |
| MLB：4年 | MLB：4年 | 55    | 3     | 0     | 0     | 0        | 2     | 4     | 0        | 0           | .333  | 329   | 72.2     | 77       | 6           | 40       | 1     | 4        | 76       | 11    | 1        | 44    | 38       | 4.71     | 1.61    |
| KBO：1年 | KBO：1年 | 29    | 29    | 0     | 0     | 0        | 9     | 10    | 0        | 0           | .474  | 722   | 165.0    | 162      | 9           | 83       | 0     | 10       | 138      | 12    | 0        | 87    | 66       | 3.60     | 1.48    |

- 2024年度シーズン終了時

### 背番号
- 66（2018年 - 2019年）
- 79（2020年）
- 89（2021年)
- 34（2022年)
- 78（2025年）